# Euphrates
Euphrates (tiếng Ả Rập: نهر الفرات, Nahr ul-Furāt; Tiếng Thổ Nhĩ Kỳ: Fırat; tiếng Syria: ܦܪܬ, Prāṯ; tiếng Việt: Ơ-phơ-rát được phiên âm từ tiếng Pháp: Euphrate) là con sông phía tây trong hai con sông làm nền tảng cho nền văn minh Lưỡng Hà (sông kia là Tigris), khởi nguồn từ Anatolia.
Sách chữ Nôm tiếng Việt thế kỷ 17 gọi sông này là Uông Phát hay Yêu Phách.

## Tên gọi
Tên Euphrates bắt nguồn từ tiếng Sumer và tiếng Akkad, lần lượt là Buranun và Pu-rat-tu. Cái tên sau được ghi nhận từ thế kỷ 22 sau trước công nguyên, dưới triều vua Gudea.
Về mặt từ nguyên học, "Euphrates" là hình thức tiếng Hy Lạp của tên sông trong nguyên gốc, Phrat, có nghĩa là "sinh sôi nảy nở" hay "màu mỡ, tốt tươi".
Ngoài ra, phần sau của từ "Euphrates" có thể có nguồn gốc từ tiếng Ba Tư "Ferat" hoặc tiếng Hy Lạp φέρω (đọc là [fero]), đều có nghĩa là "mang tới", "đưa tới".
Tên trong tiếng Việt: Ơ-phơ-rát được phiên âm từ tiếng Pháp: Euphrate.
| Ngôn ngữ         | Tên sông Euphrates |
| ---------------- | ------------------ |
| Tiếng Akkad      | Pu-rat-tu          |
| Tiếng Ả Rập      | الفرات Al-Furāt    |
| Tiếng Aramaic    | ܦܪܬ Prāṯ, Froṯ     |
| Tiếng Armenia    | Եփրատ Yeṗrat       |
| Tiếng Hy Lạp     | Ευφράτης Euphrátēs |
| Tiếng Hebrew     | פְּרָת Pĕrāṯ          |
| Tiếng Kurd       | فرهات Firat, Ferat |
| Tiếng Ba Tư      | فرات Ferat         |
| Tiếng Sumer      | Buranun            |
| Tiếng Thổ Nhĩ Kỳ | Fırat              |

## Dòng chảy

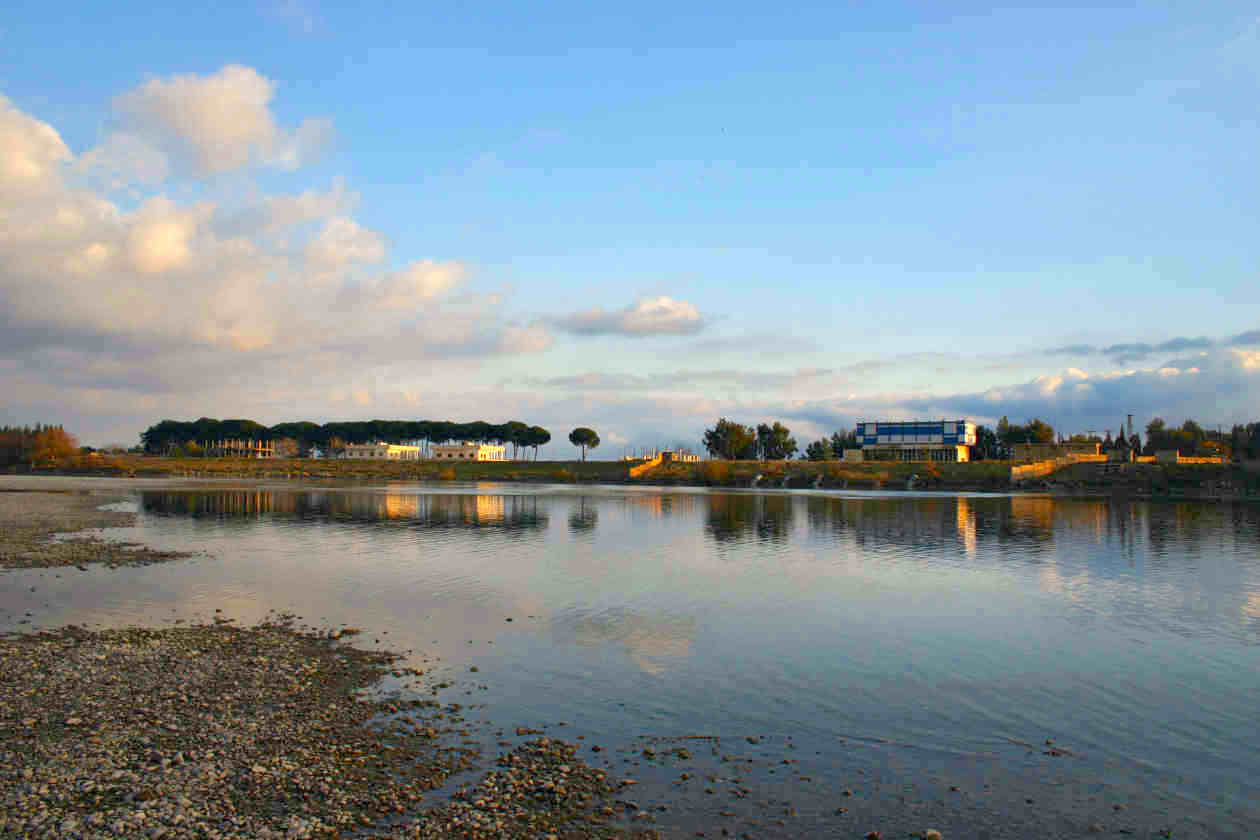
Sông Euphrates ở gần Ar Raqqah, Syria.

Sông Euphrates dài khoảng 2.781 km. Nó được tạo thành bởi hai nhánh chính:
- Nhánh Kara Su khởi nguồn từ khoảng 30 km về hướng đông bắc Erzurum, trong dãy núi Karrgapazari (khoảng 100 km cách góc đông bắc của biển Đen);
- Nhánh Murat khởi nguồn từ khoảng 70 km về hướng đông bắc của hồ Van, nửa đường từ hồ Van tới núi Ararat.

Hai nhánh Kara Su và Murat chảy song song về hướng tây tới khi gặp nhau ở gần thành phố Keban, tại độ cao 610 m so với mực nước biển. Từ điểm này, hai dòng chảy tạo thành sông Euphrates. Dòng chảy phía trên hòa vào Euphrates qua những rặng đá và những hẻm núi dốc đứng, về phía đông nam qua Syria, và xuyên qua Iraq. Sông Khabur và sông Balikh, đều khởi nguồn từ Thổ Nhĩ Kỳ, hòa vào Euphrates ở phía tây Syria. Sông Euphrates sau đó chảy qua đồng bằng Syria, ở phía bắc khu di tích cổ đại Carchemish.

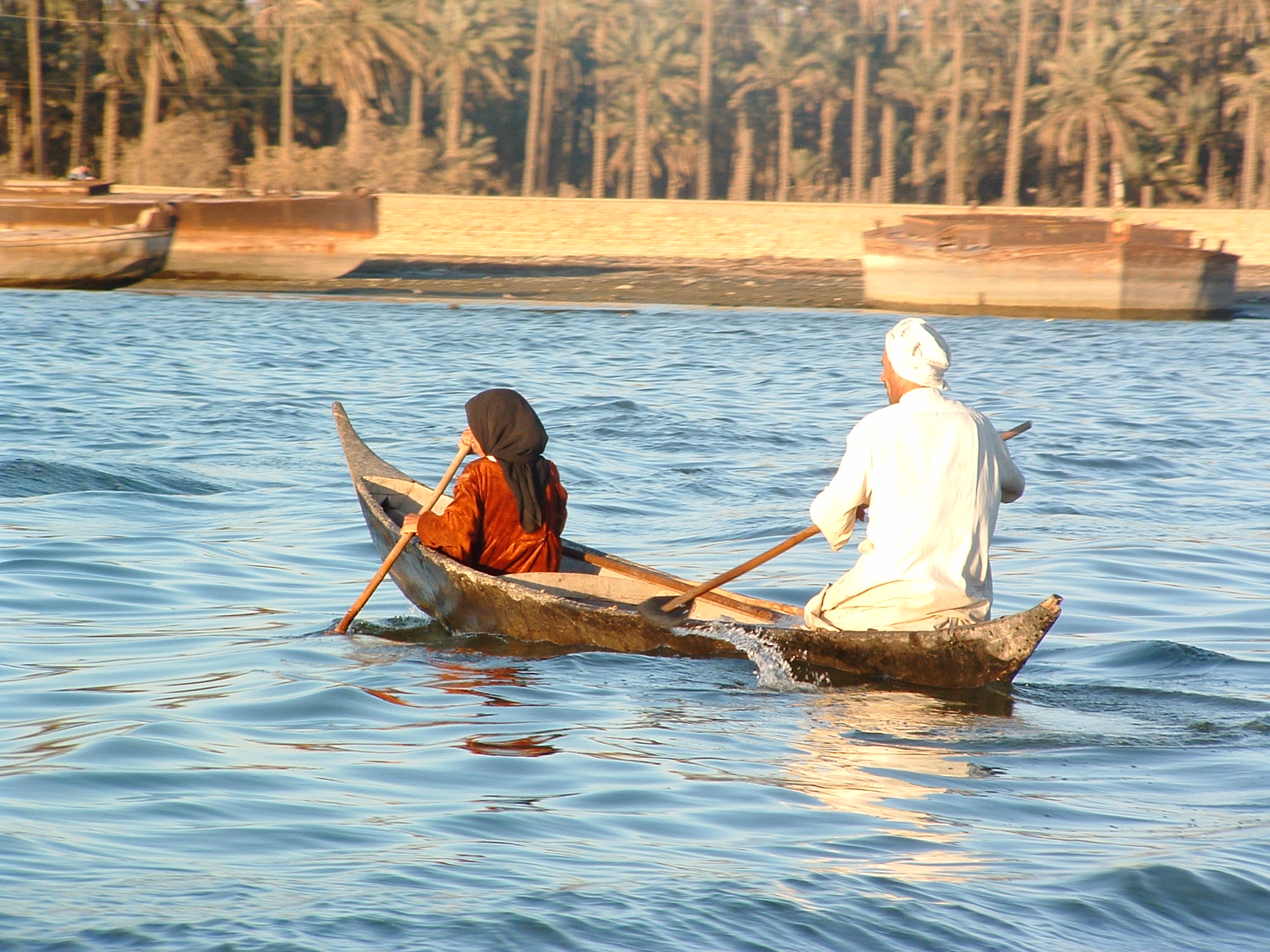
Một người đàn ông và một phụ nữ chèo thuyền ngược dòng Shatt-al-Arab ở Basra, Iraq.

Ở hạ lưu, dù rất dài, Euphrates không còn nhánh phụ lưu đáng kể nào. Phía bắc Basra thuộc miền nam Iraq, nó nhập làm một với sông Tigris để tạo thành dòng Shatt al-Arab, rồi sau đó đổ ra vịnh Ba Tư. Theo Pliny và một số nhà sử học cổ đại, ban đầu sông Euphrates đổ ra biển theo một cửa tách rời với sông Tigris. Từ đó, nhiều người tin rằng phù sa bồi đắp của hai con sông đã tạo nên vùng đồng bằng ở cuối vịnh Ba Tư và ban đầu bờ biển kéo dài xa hơn về phía bắc, có lẽ đến tận thành phố cổ đại Ur của người Chaldea.
Con sông bị chia làm nhiều kênh đào ở Basra, tạo nên những vùng đầm lầy rộng lớn. Trong những năm 1990, để đàn áp quân nổi dậy ở đây, chính quyền Iraq đã rút hết nước của vùng đầm lầy. Kể từ sau năm 2003, các chính sách thủy lợi được phục hồi, nhưng có lẽ còn lâu mới khôi phục được vùng đầm lầy như xưa.
Chỉ những chiếc thuyền nhỏ có lòng cạn mới đi lại được trên dòng Euphrates. Người ta có thể đi bằng thuyền về phía thượng nguồn tới tận thành phố Hit thuộc Iraq, cách cửa biển 1.930 km và ở độ cao chỉ là 60 m so với mực nước biển. Tuy nhiên, từ Hit trở đi, những bãi cát ngầm và thác dựng đứng khiến thuyền bè thương mại không thể đi lại được. Mùa lũ hàng năm của sông Euphrates, là hệ quả của tuyết tan từ các đỉnh núi ở đông bắc Thổ Nhĩ Kỳ, được hạn chế phần nào bởi các đập nước và hồ trữ nước nhân tạo ở các nhánh sông nơi thượng nguồn. Khoảng 885 km kênh đào nối sông Euphrates với sông Tigres là đường đi quan trọng cho tàu thuyền trong vùng.

## Những liên hệ trong Kinh thánh
Dòng sông có tên là Perath (là tiếng Hebrew của Euphrates) là một trong bốn dòng sông chảy từ vườn Địa đàng theo sách Sáng thế. Từ Hebrew này, có nghĩa là "dòng chảy" hoặc "hướng về phía trước, đã được dịch thành Euphrates. Đó là dòng sông thứ tư, cùng với các sông Pishon, Gihon và Tigris (tên tiếng Hebrew là Hiddekel) tạo thành dòng sông chảy xuống từ vườn Địa đàng. Dòng sông có tên tương tự là ranh giới cho vùng đất mà Thượng đế đã hứa cho Abraham và con cháu ông. Sông Euphrates còn được đề cập ở sáu chỗ khác trong sách Sáng thế.

## Những liên hệ với đạo Hồi

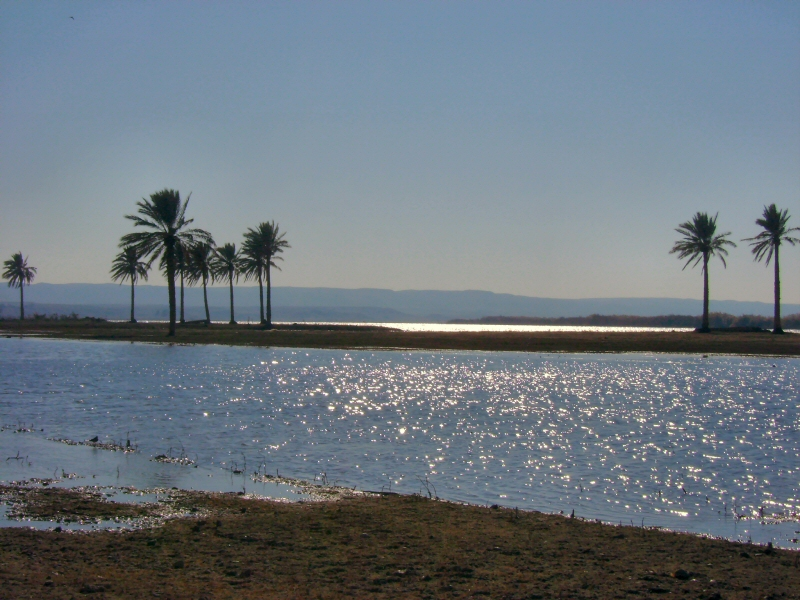
Sông Euphrates ở Iraq.

Đối với Hồi giáo, những tông đồ của tiên tri Muhammad, tin rằng dòng Euphrates sẽ khô cạn và trải ra những báu vật chưa từng được biết tới, là nguyên nhân dẫn tới xung đột và chiến tranh. Điều này được đề cập tới trong bốn chỗ khác nhau của Kinh Koran.

## Lịch sử
Sông Euphrates là nền tảng cho nền văn minh trồng trọt đầu tiên ở Sumer, khởi nguồn từ thiên niên kỷ 4 trước công nguyên. Rất nhiều thành phố cổ đại quan trọng nằm dọc theo con sông, bao gồm Mari, Sippar, Nippur, Shuruppak, Uruk, Ur và Eridu. Thung lũng dọc sông tạo nên vùng trung tâm của khu vực sau này sẽ trở thành những đế chế hùng mạnh của người Babylon và Assyria. Trong vài thế kỷ, dòng sông là ranh giới tự nhiên giữa các đế chế Ai Cập và La Mã cổ đại với đế chế Ba Tư. Ngoài ra, trận Karbala đã diễn ra trên bờ sông Euphrates.

## Sông Euphrates và những tranh chấp

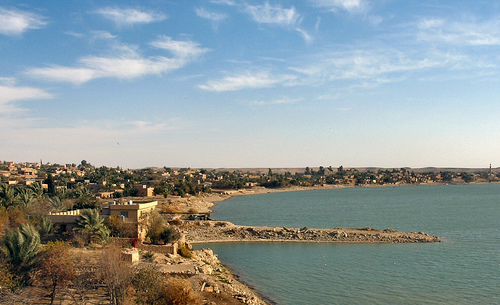
Một thành phố Iraq bên dòng Euphrates.

Giống như với sông Tigris, rất nhiều tranh cãi đã nổ ra trong việc sử dụng sông Euphrates. Kế hoạch đông nam Anatolia của Thổ Nhĩ Kỳ bao gồm việc xây dựng 22 đập nước và 19 nhà máy thủy điện tới năm 2005. Chiếc đập đầu tiên hoàn tất năm 1990, nhưng những đợt tấn công của tổ chức khủng bố PKK khiến dự án bị trì hoãn. Miền đông nam Thổ Nhĩ Kỳ hiện vẫn là một khu vực kém phát triển, càng làm trầm trọng thêm mối bất hòa của những người Kurd vốn là thiểu số trong vùng. Chính quyền Thổ Nhĩ Kỳ đã hy vọng dự án nói trên sẽ tạo động lực cho nền kinh tế vùng, nhưng những chỉ trích cả trong và ngoài nước về lợi ích cũng như các tác động tiêu cực về xã hội và môi trường đã khiến nổ ra những cuộc tranh cãi dữ dội.
Ở Syria, đập Tabaqah (hoàn thành năm 1973 và đôi khi được gọi đơn giản là đập Euphrates) tạo thành một hồ trữ nước nhân tạo, hồ Assad, được dùng để tưới nước cho các cánh đồng bông. Syria đã xây hai đập nước trên hai phụ lưu của Euphrates và đang dự kiến xây một đập nữa. Iraq hiện có sáu đập nước đang hoạt động. Ở cuối nguồn, Iraq không khỏi lo ngại rằng Syria và Thổ Nhĩ Kỳ sẽ dùng hết nguồn nước sạch trước khi nó chảy tới Iraq. Đến lượt mình, các hoạt động thủy điện ở miền nam Iraq khiến không còn bao nhiêu nước từ Euphrates chảy vào Tigris tại chỗ tạo nên dòng Shatt-al-Arab. Không ít lần những tranh cãi về nguồn nước đã biến thành xung đột ngoại giao và nghiêm trọng hơn, dẫn tới mối đe dọa chiến tranh.